# Joanna Kos-Krauze
Joanna Małgorzata Kos-Krauze (ur. 8 grudnia 1972 w Olsztynie) – polska reżyserka i scenarzystka. Jest zastępczynią przewodniczącego zarządu Gildii Reżyserów Polskich.

## Życiorys
Początkowo pracowała przy programach telewizyjnych i reklamowych oraz filmach dokumentalnych.
Z mężem – reżyserem Krzysztofem Krauze – na początku XXI wieku stworzyła jeden z najbardziej twórczych duetów w polskim kinie. Była pomysłodawczynią, współscenarzystką i drugim reżyserem filmu Mój Nikifor (2004). Współpracowała także przy filmach telewizyjnych z cyklu Wielkie rzeczy (2000).
W 2006 jako współreżyser i współscenarzystka odebrała Złote Lwy na 31. Festiwalu Polskich Filmów Fabularnych za kolejny obraz stworzony wspólnie z mężem Plac Zbawiciela, który spotkał się z entuzjastycznym przyjęciem większości krytyków.
W 2011 otrzymała „Koronę Sandomierską” oraz tytuł Reżyserki NieZwykłej na Festiwalu Filmów-Spotkań NieZwykłych w Sandomierzu.
W 2013 wielkim sukcesem okazał się kolejny film stworzony przez małżeństwo Krauze Papusza, poświęcony romskiej poetce Bronisławie Wajs.
Po śmierci męża w 2014 kontynuowała prace nad filmem Ptaki śpiewają w Kigali, poruszającym temat ludobójstwa w Rwandzie. Film został ukończony w 2017 roku. Obraz otrzymał wiele nagród, m.in. Srebrne Lwy na Festiwalu Polskich Filmów Fabularnych w Gdyni.

## Życie prywatne
Pochodzi z Olsztyna, z domu Susek. Była żoną rabina Mateusza Kosa, syna filozofa Bohdana Kosa i malarki Ninel Kameraz-Kos, z którym ma syna Michała (nosiła wówczas nazwisko teściowej Kameraz-Kos). Od 2004 była czwartą żoną reżysera Krzysztofa Krauzego (do jego śmierci).

## Nagrody
- Orzeł
  - 2007: Najlepszy film Plac Zbawiciela
  - 2007: Nagroda za reżyserię (wspólnie z mężem) Plac Zbawiciela
- Nagroda na FPFF w Gdyni 2006: Najlepszy film Plac Zbawiciela